# Ibrahim Maalouf
Ibrahim Maalouf (în arabă ابراهيم معلوف; n. 5 noiembrie 1980, Beirut, Liban) este un trompetist, compozitor și aranjor francez de jazz, de origine libaneză, originar din comunitatea creștină maronită. El s-a născut în Beirut, Liban, dar acum locuiește în Paris.